# Salvador Quero
Salvador Quero del Canto fue un jefe militar y carabinero español nacido en Málaga en 1795 y fallecido en Madrid en 1881, que participó en la guerras napoleónicas, la guerra de la independencia de Latinoamérica, la primera y la segunda guerra carlista.

## Biografía
Desde muy joven residía con su familia en Málaga, cuando se produce la invasión de la península por parte de las tropas de Napoleón, la resistencia de la ciudad de San Fernando (Cádiz) en donde se forman los comités de resistencia hacen que se desplace su familia a la ciudad, allí le encuentran pese a su corta edad los sitios de la ciudad, no logrando el enemigo conquistar la plaza, logra por su valiente colaboración los galones de corneta y luego de cabo. Tras ser expulsados los ejércitos invasores napoleónicos de Andalucía tras la Batalla de bailén y luego de la península con la ayuda anglo-portuguesa, se reengancha en las fuerzas de infantería del ejército del rey Fernando VII, el cual regresa al trono. Pronto las sublevaciones de América llevan a implantar fuertes envíos de tropas al continente para pacificar las regiones, allí es embarcado y enviado, luchando en las regiones de Perú, Bolivia y la Pampa Argentina en donde consigue los galones de suboficial. Un tiempo después es apresado por las tropas de Bolívar y San Martín pasando cautiverio en el Castillo de San Felipe (Cartagena de Indias). Tras unos años es liberado por mediación de un clérigo y es enviado en una goleta holandesa a Cuba por su negativa a pasarse a las fuerzas coloniales. Vivió en una época de las más funestas y trágicas de la historia de España, varias guerras civiles, la de independencia, la de independencia de las colonias de América, varios pronunciamientos como la Revolución española de 1854 (Vicalvarada), sublevaciones como la de los sargentos en la granja y calamidades de todo género. Defendiendo siempre a España, se distinguió en cuantas acciones de guerra pudo estar presente, por su esfuerzo personal y valor rayando la temeridad demostrando así su gallardía y valor probado.
Traumatizado regresa a España reincorporándose en destinos más suaves a los continentales, ejerciendo puestos de ayudante al mando en las comandancias del Sur español, cuando llega la primera guerras carlistas con el inicio con el levantamiento de partidas carlistas en el País Vasco y Navarra sin contar las ciudades como Bilbao, San Sebastián, Vitoria y Pamplona que permanecieron fieles a Isabel II de España. La vacilación ante el problema permitió a los carlistas organizar método de guerrillas, hasta que el general Zumalacárregui organiza un ejército en territorio vasco-navarro, y el general Cabrera unifica las partidas aragonesas y catalanas. Formando él parte de las fuerzas reales que luchan contra los pretendientes de colocar otra persona con derecho al trono, el príncipe Carlos María Isidro de Borbón por la antigua Ley sálica.
El rey Fernando VII de España (1784-1833), casó en 1829, con una de sus sobrinas, María Cristina de Borbón-Dos Sicilias, teniendo por fin descendencia: Isabel II (1830) y Luisa Fernanda (1832). Antes del nacimiento de Isabel, el heredero del trono era Carlos María Isidro de Borbón, hermano del monarca, él cambió de ley cuando tuvo descendencia femenina con la pragmática sanción de Carlos IV de España, que cambiaba la ley en vigor, permitiendo a una mujer heredar el trono de España lo que fue la causa del conflicto.
Carlos María Isidro de Borbón con su ejército intentó llegar a Madrid, objetivo que no consiguió siendo frenado por las fuerzas de infantería liberales, en 1835 la muerte del general Zumalacárregui durante el sitio a Bilbao inició la contraofensiva liberal. El general Espartero venció a los carlistas en la Batalla de Luchana en 1836, en esas fuerzas iba Quero, pronto las fuerzas carlistas se dividen y decaen en sus ofensivas por lo que los partidarios de llegar a un acuerdo con los liberales firman el Convenio de Vergara de 1839, entre los generales Maroto y Baldomero Espartero terminando la guerra, acordaron mantener los fueros del Norte e integrar a la oficialidad carlista en el ejército liberal, un tremendo error como luego se verá en la segunda guerra carlista, los extremistas continuaron la guerra en la zona del Maestrazgo (Teruel), hasta su derrota en 1840. Por esos tiempos Salvador Quero ya oficial de Carabineros, se decide por hacer carrera en ese cuerpo, siendo luego jefe de varias comandancias interviniendo en numerosos alijos y aprensiones en zonas como Algeciras, siendo recompensado con diferentes premios de efectividad. Tras luchar en la segunda guerra carlista consigue el grado de Comandante de Carabineros retirándose del servicio activo en 1855.

## Matrimonio y descendencia
- Contrajo matrimonio en 1833 con Josefa Custodio Orozco con la que tuvo al menos nueve hijos, cinco de ellos varones y tres militares profesionales de diferentes graduaciones, que intervinieron en los diferentes enfrentamientos sociales del siglo XIX que acontecieron en la descomposición del Imperio español.

- Uno de ellos Francisco era Teniente en 1870 y creó entonces un precedente en la jurisdicción militar en un contencioso contra la jurisdicción civil, al declararse que sobre los militares tiene preferencia para juzgar la jurisdicción militar.

- Otro hijo Miguel Quero Custodio, estuvo en la guerra de Cuba como oficial.

- Estaba emparentado por su esposa con la mujer del capitán Emilio Sánchez Bueno, era su sobrina, con los que tenía buena relación y había sido vecino suyo en un edificio residencia militar de Madrid.

## Recompensas
Rama militar Cuerpo de Carabineros (España) y Ejército de Tierra.
- Medalla de Sufrimientos por la Patria. Por su prisión y lealtad.
- Cruz al Mérito Militar con distintivo rojo. Por la guerra de Independencia.
- Cruz de la Orden de San Hermenegildo. Por su servicio a la patria.
- Gran Cruz al Mérito Militar (Distintivo Blanco). Por sus aprensiones de maleantes.
- Coronel honorario por la ley del rey Alfonso XII de España sobre la guerra napoleónica.